# Crypsotidia conifera
Crypsotidia conifera là một loài bướm đêm trong họ Erebidae.